# Bolivianische Badmintonnationalmannschaft
Die bolivianische Badmintonnationalmannschaft (spanisch Selección Boliviana de bádminton) repräsentiert Bolivien in internationalen Badmintonwettbewerben. Es gibt separate Nationalmannschaften für Junioren, Damen, Herren und gemischte Teams. Das Nationalteam repräsentiert die Federación Boliviana de Bádminton.

## Südamerikaspiele
| Jahr | Resultat     |
| ---- | ------------ |
| 2018 | Gruppenphase |

## Nationalspieler
Herren
- Roly Toledo
- Paolo Arauz
- Henry Mendoza Meruvia
- Esteban Limache
- Ignacio Galarza

Frauen
- Ángela Condori
- Daniela Barrientos
- Flora Rojas
- Juanita Siviora
- Jenommy Mendoza Mamani